# Parcul Natural Fichtelgebirge
Parcul Natural Fichtelgebirge este situat pe teritoriul landului german Bavaria, în apropierea „frontierei triple” dintre Bavaria (Germania), Saxonia (Germania) și Cehia. El ocupă o suprafață de 1.020 km², fiind administrat de asociația Parcul Natural Fichtelgebirge din Wunsiedel, Germania.

## Geografie
Regiunea Fichtelgebirge este formată din câmpii întinse și dealuri împădurite. Ea se află la intersecția regiunilor Thüringer Wald, Frankenwald, Oberpfälzer Wald și Erzgebirge. Aici izvoresc râurile  Main, Saale, Eger și Naab. Vârfurile cele mai înalte sunt Schneeberg (1.051 m) și  Ochsenkopf (1.024 m). Localități mai importante sunt Wunsiedel și Marktredwitz.

## Turism
Regiunea oferă posibilități de practicare a unor sporturi ca înot, drumeție, ciclism, mountainbiking, iar iarna schi, săniuș și patinaj.